# Erzbistum Seleucia Pieria
Koordinaten: 36° 7′ 48,5″ N, 35° 54′ 58,5″ O
Das Erzbistum Seleucia Pieria war ein frühchristlich-byzantinisches Bistum und seit ca. 400 Metropolitansitz in Seleukeia Pieria in der römischen Provinz Syria Coele bzw. der spätrömisch-byzantinischen Provinz Syria Prima. Der Bischofssitz ging einige Zeit nach der muslimischen Eroberung Syriens 636/38 und der Entvölkerung der Stadt im 7. Jahrhundert wieder unter. Seleukeia Pieria ist heute eine Ruinenstadt beim Dorf Çevlik, Gemeinde Samandağ, knapp 8 km nordwestlich von Samandağ, Provinz Hatay (Türkei).

## Geschichte
Die Stadt wurde um 300 v. Chr. als Seleukeia Pieria von Seleukos I. Nikator an Stelle einer älteren Siedlung namens Hydatos Potamoi neu gegründet und wurde zunächst seine Residenzstadt. Die Stadt gehörte damals zur sogenannten syrischen Tetrapolis, bestehend aus Antiochia am Orontes, Laodicea ad Mare, Seleucia Pieria und Apamea am Orontes. 246 bis 219 v. Chr. war Seleucia Pieria unter der Herrschaft der Ptolemäer. Um 64 v. Chr. kam die Stadt unter römische Herrschaft und zur römischen Provinz Syria. In römischer Zeit war Seleucia Pieria nicht nur ein wichtiger Handelshafen, sondern auch ein wichtiger Kriegshafen. Unter Kaiser Septimius Severus wurde die große Provinz Syria in eine nördlich Provinz Syria Coele und eine südliche Provinz Syria Phoenice geteilt. Um 400 erfolgte eine weitere Teilung der Provinzen, die nördliche Provinz Syria Coele wurde in die Provinzen Syria Prima und Syria Secunda geteilt. Unter Kaiser Justinian wurde zusätzlich die kleine Provinz Theodorias geschaffen. Dazu wurden von Syria Prima die Bischofsstädte Laodicea ad Mare, Gabala  und Paltus abgetrennt; von der Provinz Syria Secunda kam die Bischofsstadt Balanea hinzu. Allerdings blieb die Zuordnung der darin liegenden Bischofsstädte zu ihren jeweiligen Metropolen Apamea und Seleucia Pieria erhalten.
526 und 528 wurde Seleucia Pieria bei Erdbeben schwer beschädigt. Mit dem Erdbeben von 526 war eine tektonische Hebung der Küste von etwa 70 bis 80 cm verbunden. Die Hebung resultierte in einer raschen Versandung des geschützten Hafenbeckens der Stadt, bis der Hafen nicht mehr benutzbar war. Nach der 540 erfolgten kampflosen Einnahme der Stadt durch den Perserkönig Chosrau I. und weiteren Erdbeben in den Jahren 551, 557, 577 und 588 wurde die Stadt weitgehend aufgegeben. In diese Zeit fallen auch die Klimaanomalie der Jahre 536 bis 550 und die Justinianische Pest der Jahre 540/41, über deren Auswirkungen in der Region aber nichts bekannt ist.
In Seleucia Pieria fasste das Christentum früh Fuß. Der Apostel Paulus begann in Seleucia Pieria seine erste Missionsreise. Allerdings ist ein erster Bischof von Seleucia Pieria erst 325 urkundlich nachgewiesen. Bischof Zenobius nahm damals am Ersten Konzil von Nicäa teil. Seleucia Pieria avancierte zur Metropolis (oder Kirchenprovinz) im Patriarchat von Antiochia. Die Kirchenprovinz Seleucia Pieria umfasste um 400 die gesamte spätrömisch-byzantinische Provinz Syria Prima. Dieser Kirchenprovinz (oder auch Metropolis) Seleucia Pieria waren folgende Suffraganbistümer unterstellt:
- Beroea (heute Aleppo, Gouvernement Aleppo, Syrien)
- Chalcis (Chalkis ad Belum, heute Al-Eis, Gouvernement Aleppo, Syrien)
- Anasartha (hieß Theodoropolis unter Kaiser Justinian I., heute Khanasir, Gouvernement Aleppo),
- Gabbula (heute Al-Jabbul, Gouvernement Aleppo)
- Gindarus (heute Dschindires, Gouvernement Aleppo)
- Laodicea ad Mare (heute Latakia, Gouvernement Latakia)
- Gabala (Dschabla, Gouvernement Latakia)
- Paltus (Arab Al-Mulk, Gouvernement Latakia)

Mit der Katastrophenserie im sechsten Jahrhundert verlor Seleucia Pieria zunächst seinen Metropolitanstatus; die untergeordneten Bistümer wurden authokephal und unterstanden direkt dem Patriarchen von Antiochia.

## Frühchristlich-byzantinische Bischöfe
- Ende des 3. Jahrhunderts Dositheus I., legendenhafte Überlieferung
- 325 Zenobius/Zenonius, nahm am Ersten Konzil von Nicäa teil[4][5][6]
- 359 Eusebius, vermutlich Arianer[4][5][6]
- 381 bis 394 Bizus (Basilius), nahm am Ersten Konzil von Konstantinopel teil[4][5][6]
- Maximus, Zeitgenosse des Johannes Chrysostomos († 407)
- Dositheus II., angeblich ernannt und geweiht, wurde jedoch vom Volk nicht akzeptiert, wurde stattdessen zum Bischof in Tarsus ernannt[4][5][6]
- 431 Archelaus, nahm am Konzil von Ephesos teil[7]
- 449 bis 451 Gerontius[4][5]
- um 505 Nonnus, vorher Bischof von Amida, Monophysit
- Constantius, Häretiker
- 553/54 Dionysius, er nahm am Zweiten Konzil von Konstantinopel teil, er weihte Symeon Stylites den Jüngeren zum Priester[8]
- Antoninus, Zeitgenosse von Symeon Stylites dem Jüngeren († 592)
- Theodor

Der bei Gams für 985 genannte angebliche Bischof von Seleucia Pieria Agapius war von 977 bis 995 Patriarch von Antiochia und kann daher kaum auch Bischof von Seleucia Pieria gewesen sein.
Die Region wurde 638 von den Arabern erobert. Ob zu dieser Zeit noch eine kleinere Siedlung (und ein Bischofssitz?) existierte, ist nicht bekannt. Zur Zeit der Kreuzzüge existierten die Stadt und der Bischofssitz jedenfalls nicht mehr. Die zur Zeit der Kreuzfahrer errichteten lateinischen Bistümer Laodicea ad Mare und Gabala, die in byzantinischer Zeit zur Metropolis Seleucia Pieria gehörten, wurden direkt dem Lateinischen Patriarchen von Antiochia unterstellt.